# Simeon Roksandić
Simeon Roksandić (14 maggio 1874 – 12 gennaio 1943) è stato uno scultore serbo, famoso per i suoi bronzi e le sue fontane.
È ricordato come uno dei più famosi scultori della Jugoslavia.

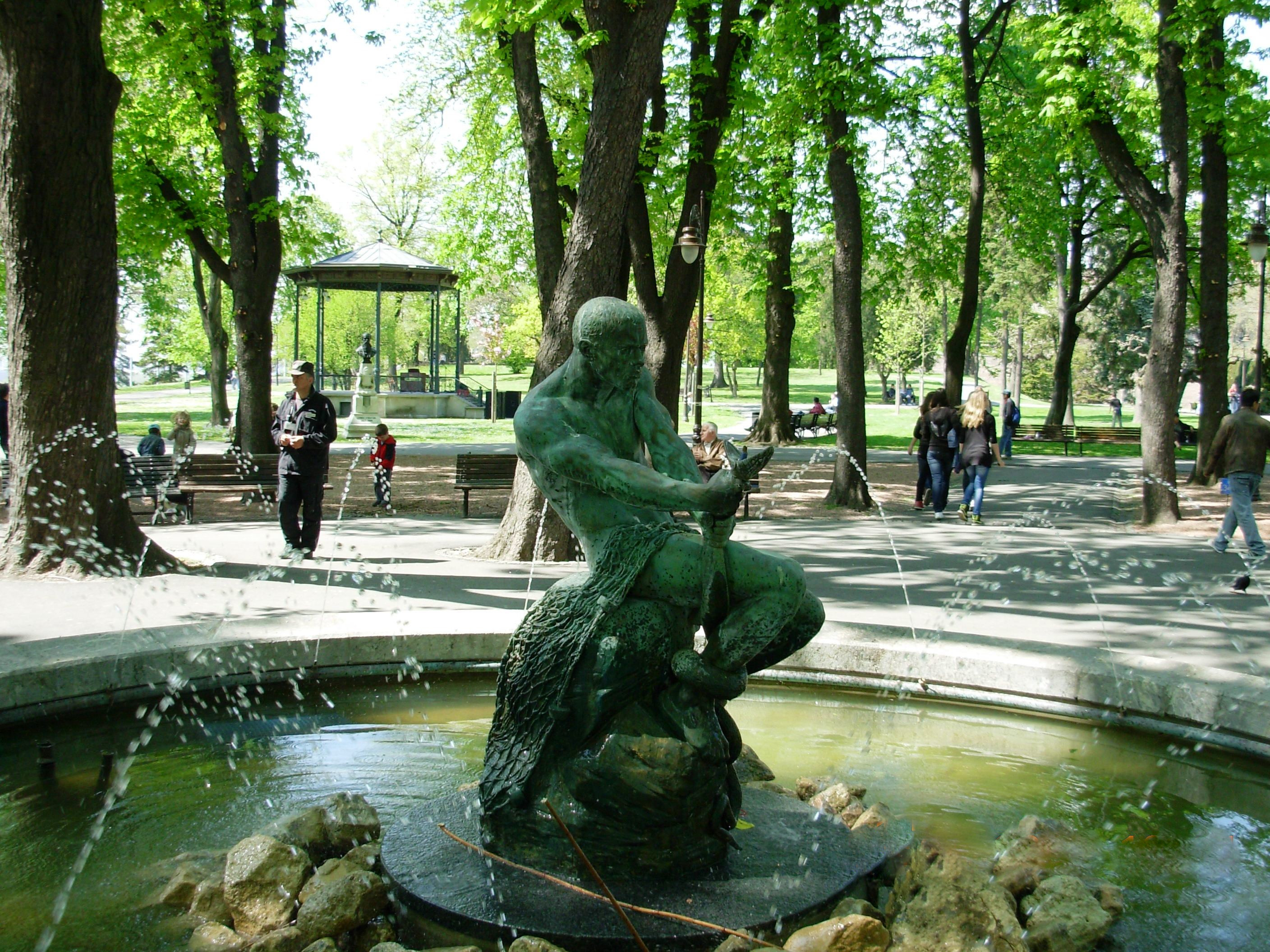
Fontana di Belgrado